# Sân bay Oyem
Sân bay Oyem (IATA: OYE, ICAO: FOGO) là một sân bay ở Oyem, tỉnh Woleu-Ntem, Gabon.

## Hãng hàng không và điểm đến
| Hãng hàng không               | Các điểm đến            |
| ----------------------------- | ----------------------- |
| Nationale Regionale Transport | Libreville, Port-Gentil |